# Peryndopryl
Peryndopryl – organiczny związek chemiczny, lek z grupy inhibitorów konwertazy angiotensyny, stosowany przede wszystkim w leczeniu nadciśnienia tętniczego oraz niewydolności serca.
Podlega metabolizmowi do związków biologicznie czynnych. Jego czynny metabolit to peryndoprylat.

## Mechanizm działania
Peryndopryl powoduje zahamowanie działania konwertazy angiotensyny i w efekcie zmniejszenie stężenia angiotensyny II. Końcowym efektem jest spadek ciśnienia tętniczego.
Zmniejsza ryzyko zgonu z przyczyn sercowonaczyniowych, zawału mięśnia sercowego niezakończonego zgonem lub zatrzymania krążenia zakończonego skuteczną resuscytacją u chorych ze stabilną chorobą niedokrwienna serca. W połączeniu z indapamidem zmniejsza częstość ponownego udaru mózgu u pacjentów po przebytym zdarzeniu mózgowonaczyniowym.
Szczyt działania hipotensyjnego przypada na 4–6 h po podaniu leku. Działanie utrzymuje się przez całą dobę. Pełny efekt hipotensyjny osiąga się po kilku tygodniach stosowania.

## Wskazania
W Polsce lek jest zarejestrowany w terapii nadciśnienia tętniczego (w monoterapii lub w połączeniu z innymi lekami), zastoinowej niewydolności serca, stabilnej choroby niedokrwiennej serca.
Dodatkowym wskazaniem jest wtórna prewencja zdarzeń mózgowonaczyniowych (w połączeniu z indapamidem).

## Dawkowanie
Lek podaje się raz na dobę. Dawka początkowa wynosi 4 mg/d (nadciśnienie tętnicze), 2 mg/d (niewydolność serca, prewencja udaru mózgu). W przypadku niewydolności nerek dawkę leku należy zredukować (w zależności od klirensu kreatyniny).

## Preparaty
W Polsce lek jest dostępny w preparatach prostych pod nazwami handlowymi: Erbugen, Lextril, Perindanor, Perindopril, Perindopril Krka, Perindoprilum Teva, Prenessa, Prenessa Q-Tab, Presomyl, Prestarium 2,5 mg, Prestarium 5 mg, Prestarium 10 mg, Stopress, Vidotin. 
Dostępny jest także w preparatach złożonych: 
- w połączeniu z indapamidem: Co-Prenessa, Co-Presomyl, Indix Combi, Noliprel, Noliprel Bi-Forte, Noliprel Forte, Panoprist, Perindopril + Indapamide Krka, Tertensif Bi-Kombi, Tertensif Kombi
- w połączeniu z atorwastatyną: Euvascor, Parvaxor
- w połączeniu z bisoprololem: Prestilol, Scaliant
- w połączeniu z amlodypiną: Amlessa, Amlessini, Co-Prestarium, Co-Prestarium Initio, Perindopril/Amlodipine Krka, Prestozek Combi, Vilpin Combi
- w połączeniu z indapamidem i amlodypiną: Co-Amlessa, Triplixam
- w połączeniu z atorwastatyną i amlodypiną: Triveram[3].